# Miss Monde 2012
Miss Monde 2012, est la 62e élection de Miss Monde, qui s'est déroulée à Ordos en Chine, le 18 août 2012.

## Résultats
| Résultat Final  | Candidates |
| --------------- | --- |
| Miss Monde 2012 | - Chine - Yu Wenxia |
| 1re Dauphine    | - Pays de Galles - Sophie Moulds |
| 2e Dauphine     | - Australie - Jessica Kahawaty |
| Top 7           | - Soudan du Sud - Atong De Mach - Brésil - Mariana Notarangelo - Jamaïque - Deanna Robins - Inde - Vanya Mishra |
| Top 15          | - Angleterre - Charlotte Holmes - Espagne - Aranzazu Estevez Godoy - États-Unis - Claudine Book - Indonésie - Ines Putri Tjiptadi - Mexique - Mariana Berumen - Philippines - Quenerich Rehman - Pays-Bas - Nathalie Den Dekker - Kenya - Shamim Fauz Ali |

## Participantes
116 pays participent à l'élection Miss Monde 2012 soit 3 de plus que en 2011
| Pays                        | Candidate                            | Age    | Taille | Ville           |
| --------------------------- | ------------------------------------ | ------ | ------ | --------------- |
| Afrique du Sud              | Remona Moodley                       | 23 ans | 1,72 m | Le Cap          |
| Albanie                     | Floriana Garo                        | 25 ans | 1,80 m | Durrës          |
| Allemagne                   | Martina Ivezaj                       | 23 ans | 1,71 m | Munich          |
| Angleterre                  | Charlotte Holmes                     | 23 ans | 1,75 m |                 |
| Angola                      | Edmilza Santos                       | 20 ans | 1,72 m | Malanje         |
| Argentine                   | Josefina Herrero                     | 17 ans | 1,78 m |                 |
| Aruba                       | Lucianette Verhoeks                  | 19 ans | 1,75 m |                 |
| Australie                   | Jessica Kahawaty                     | 23 ans | 1,77 m | Sydney          |
| Bahamas                     | Daronique Young                      | 22 ans | 1,73 m |                 |
| Barbade                     | Marielle Wilkie                      | 21 ans | 1,80 m |                 |
| Belgique                    | Laura Beyne                          | 19 ans | 1,72 m | Bruxelles       |
| Belize                      | Chantae Guy                          | 20 ans | 1,78 m |                 |
| Biélorussie                 | Ioulia Skalkovitch                   | 20 ans | 1,78 m |                 |
| Bolivie                     | Claudia Arce Lemaitre                | 21 ans | 1,73 m | Sucre           |
| Bonaire                     | Ana Maciel                           | 19 ans | 1,68 m |                 |
| Bosnie-Herzégovine          | Fikreta Husić                        | 22 ans | 1,79 m |                 |
| Botswana                    | Tapiwa Preston                       | 19 ans | 1,74 m |                 |
| Brésil                      | Mariana Notarangelo                  | 22 ans | 1,74 m |                 |
| Bulgarie                    | Gabriela Vasileva                    | 20 ans | 1,79 m |                 |
| Canada                      | Tara Teng                            | 23 ans | 1,63 m |                 |
| Cap-Vert                    | Tirzah Évora                         | 19 ans | 1,73 m | Île de Sal      |
| Chili                       | Camila Recabarren                    | 21 ans | 1,74 m |                 |
| Chine                       | Yu Wenxia                            | 23 ans | 1,77 m |                 |
| Chypre                      | Georgia Georgiou                     | 21 ans | 1,74 m |                 |
| Colombie                    | Barbara Turbay                       | 20 ans | 1,80 m |                 |
| Corée du Sud                | Kim Sung Min                         | 23 ans | 1,72 m |                 |
| Costa Rica                  | Silvana Sanchez Jiminez              | 23 ans | 1,80 m |                 |
| Côte d'Ivoire               | Hadjau Djouka                        | 18 ans | 1,70 m | Divo            |
| Croatie                     | Maja Nikolić                         | 21 ans | 1,70 m |                 |
| Curaçao                     | Stephanie Chang                      | 20 ans | 1,70 m |                 |
| Danemark                    | Iris Thomsen                         | 25 ans | 1,80 m |                 |
| République dominicaine      | Saly Aponte Tejada                   | 21 ans | 1,73 m |                 |
| Écosse                      | Nicole Treacy                        | 23 ans | 1,73 m | Paisley         |
| Équateur                    | Cipriana Correia                     | 21 ans | 1,73 m |                 |
| Espagne                     | Aranzazu Estévez Godoy               | 23 ans | 1,81 m |                 |
| États-Unis                  | Claudine Book                        | 20 ans | 1,73 m |                 |
| Éthiopie                    | Melkam Endale                        | 20 ans | 1,73 m | Addis-Abeba     |
| Fidji                       | Koini Elesi Vakaloloma               | 24 ans | 1,73 m |                 |
| Finlande                    | Sabrina Kristiina Sarkka             | 23 ans | 1,78 m |                 |
| France                      | Delphine Wespiser                    | 20 ans | 1,75 m | Magstatt-le-Bas |
| Gabon                       | Marie Noëlle Ada Meyo                | 22 ans | 1,70 m |                 |
| Pays de Galles              | Sophie Elizabeth Moulds              | 19 ans | 1,78 m |                 |
| Géorgie                     | Salome Khomeriki                     | 20 ans | 1,79 m |                 |
| Gibraltar                   | Jessica Louise Baldachino            | 24 ans | 1,83 m |                 |
| Grèce                       | Maria Tsagkaraki                     | 23 ans | 1,76 m |                 |
| Guadeloupe                  | Brigitte Ramassamy Golabkan          | 18 ans | 1,73 m | Le Moule        |
| Guam                        | Jeneva Bosko                         | 19 ans | 1,73 m |                 |
| Guatemala                   | Monique Georgette Aparicio López     | 21 ans | 1,80 m |                 |
| Guinée équatoriale          | Jennifer Riveiro Ilende              | 20 ans | 1,80 m |                 |
| Guyana                      | Arti Cameron                         | 22 ans | 1,65 m | Georgetown      |
| Honduras                    | Jennifer Gisele Valle Morel          | 17 ans | 1,74 m |                 |
| Hong Kong                   | Cheung Hei Man                       | 21 ans | 1,75 m |                 |
| Hongrie                     | Tamara Csherhati                     | 20 ans | 1,68 m |                 |
| Inde                        | Vanya Mishra                         | 20 ans | 1,70 m |                 |
| Indonésie                   | Ines Putri Tjiptadi                  | 22 ans | 1,67 m | Denpasar        |
| Irlande                     | Rebecca Maguire                      | 20 ans | 1,79 m |                 |
| Irlande du Nord             | Tiffany Brien                        | 19 ans | 1,82 m |                 |
| Islande                     | Iris Jonsdottir                      | 21 ans | 1,72 m |                 |
| Israël                      | Shani Hazan                          | 19 ans | 1,82 m |                 |
| Italie                      | Jessica Bellingihieri                | 23 ans | 1,75 m |                 |
| Jamaïque                    | Deanna Robins                        | 21 ans | 1,78 m |                 |
| Japon                       | Nozomi Igarashi                      | 24 ans | 1,77 m |                 |
| Kazakhstan                  | Evguenia Klichina                    | 25 ans | 1,75 m |                 |
| Kenya                       | Shamim Fauz Ali                      | 18 ans | 1,70 m |                 |
| Kirghizistan                | Diana Ovganova                       | 18 ans | 1,80 m |                 |
| Lesotho                     | Nomazonda Veronica Mphakisoane       | 24 ans | 1,78 m |                 |
| Lettonie                    | Anastasija Skibunova                 | 23 ans | 1,76 m |                 |
| Liban                       | Sonia-Lynn Gabriel                   | 20 ans | 1,76 m |                 |
| Lituanie                    | Rasa Vereniute                       | 20 ans | 1,74 m |                 |
| Macao                       | Winnie Sin                           | 25 ans | 1,78 m |                 |
| Macédoine                   | Aneta Stojkoska                      | 19 ans | 1,80 m |                 |
| Malaisie                    | Yvonne Lee                           | 23 ans | 1,70 m |                 |
| Malawi                      | Susan Mthega                         | 24 ans | 1,67 m |                 |
| Malte                       | Daniela Darmanin                     | 21 ans | 1,64 m |                 |
| Martinique                  | Andy Govindin                        | 23 ans | 1,72 m | Fort-de-France  |
| Maurice                     | Shalini Devi Panchoo                 | 23 ans | 1,75 m |                 |
| Mexique                     | Mariana Berumen                      | 20 ans | 1,78 m | Guanajuato      |
| Moldavie                    | Ana Diaconu                          | 20 ans | 1,80 m |                 |
| Mongolie                    | Bayarmaa Huselbaata                  | 20 ans | 1,75 m |                 |
| Monténégro                  | Nikolina Lončar                      | 19 ans | 1,83 m |                 |
| Népal                       | Shristi Shrestha                     | 23 ans | 1,75 m |                 |
| Nicaragua                   | Lauren Gabrielle Lawson Guerrero     | 24 ans | 1,70 m |                 |
| Nigeria                     | Damiete Charles-Granville            | 23 ans | 1,75 m |                 |
| Norvège                     | Karoline Owen                        | 21 ans | 1,69 m |                 |
| Nouvelle-Zélande            | Collette Kelly Lochore               | 18 ans | 1,82 m |                 |
| Ouganda                     | Phiona Bizzu                         | 19 ans | 1,73 m |                 |
| Panama                      | Maricely del Carmen Gonzalez Pomares | 24 ans | 1,70 m |                 |
| Paraguay                    | Fiorella Migliore Llanes             | 23 ans | 1,71 m |                 |
| Pays-Bas                    | Nathalie Den Dekker                  | 22 ans | 1,70 m |                 |
| Pérou                       | Guliana Zeballos                     | 24 ans | 1,81 m | Lima            |
| Philippines                 | Quenerich Rehman                     | 23 ans | 1,76 m |                 |
| Pologne                     | Weronika Szmajdrińska                | 18 ans | 1,75 m |                 |
| Porto Rico                  | Janelee Chaparro                     | 20 ans | 1,75 m | Barceloneta     |
| Portugal                    | Melanie Vincente                     | 21 ans | 1,70 m |                 |
| Russie                      | Elizaveta Golovanova                 | 19 ans | 1,78 m | Safonovo        |
| Saint-Christophe-et-Niévès  | Markysa O'Loughlin                   | 20 ans | 1,68 m |                 |
| Salvador                    | Maria Luisa Vicuna Zamorano          | 18 ans | 1,72 m |                 |
| Serbie                      | Bojana Lečić                         | 22 ans | 1,82 m |                 |
| Seychelles                  | Sherlyn Niella Furneau               | 21 ans | 1,79 m |                 |
| Sierra Leone                | Vanessa Ethleen Yvonne Williams      | 22 ans | 1,68 m |                 |
| Singapour                   | Karisa Sukamto                       | 19 ans | 1,60 m |                 |
| Slovaquie                   | Kristina Krajcirova                  | 20 ans | 1,78 m |                 |
| Slovénie                    | Nives Orešnik                        | 20 ans | 1,73 m |                 |
| Soudan du Sud               | Atong De Mach                        | 23 ans | 1,80 m | Djouba          |
| Sri Lanka                   | Sumudu Prasadini Wijesinghe          | 23 ans | 1,78 m |                 |
| Suède                       | Sanna Jinnedal                       | 19 ans | 1,80 m |                 |
| Suriname                    | Stefanie Gentle                      | 21 ans | 1,73 m | Nieuw Nickerie  |
| Tanzanie                    | Lisa Peter Jensen                    | 24 ans | 1,80 m |                 |
| République tchèque          | Linda Bartosova                      | 19 ans | 1,71 m |                 |
| Thaïlande                   | Vanessa Phuang Herrmann              | 21 ans | 1,75 m |                 |
| Trinité-et-Tobago           | Athaliah Tizrah Samuel               | 24 ans | 1,78 m |                 |
| Turquie                     | Açalya Samyeli Danoğlu               | 20 ans | 1,85 m |                 |
| Ukraine                     | Karina Jironkina                     | 20 ans | 1,77 m |                 |
| Uruguay                     | Valentina Herdenson Aromburu         | 18 ans | 1,79 m |                 |
| Venezuela                   | Gabriela Ferrari                     | 20 ans | 1,79 m | Valencia        |
| Îles Vierges des États-Unis | Taiesa Lashley                       | 24 ans | 1,63 m |                 |
| Viêt Nam                    | Vũ Hoàng My                          | 23 ans | 1,73 m |                 |
| Zimbabwe                    | Bongani Dlakama                      | 24 ans | 1,74 m |                 |

## Pays participants

### Débuts
- Gabon
- Guinée équatoriale
- Soudan du Sud

### Retours

#### Dernière participation en2004
- Fidji

#### Dernière participation en2008
- Seychelles

#### Dernière participation en2010
- Angola
- Éthiopie
- Guyana
- Macao
- Malawi
- Saint-Christophe-et-Niévès
- Suriname

### Désistements
- Égypte
- Ghana
- Îles Caïmans
- Kirghizistan
- Liberia
- Moldavie
- Namibie
- Roumanie
- Saint-Barthélemy